# ماهریزلی (آق‌دام)
ماهریزلی (به لاتین: Mahrızlı) یک منطقه مسکونی در جمهوری آذربایجان است که در شهرستان آق‌دام واقع شده است.